# Gare de Saint-Mesmin-le-Vieux
La gare de Saint-Mesmin-le-Vieux est une gare ferroviaire française, fermée, de la ligne des Sables-d'Olonne à Tours, située sur le territoire de la commune de Saint-Mesmin, dans le département de la Vendée, en région Pays de la Loire.

## Situation ferroviaire
Établie à 162 mètres d'altitude, la gare de Saint-Mesmin-le-Vieux est située au point kilométrique (PK) 101,711 de la ligne des Sables-d'Olonne à Tours, entre les gares de Pouzauges et de Cerizay.

## Histoire
Le 20 mai 1869 la décision est prise d'installer une station intermédiaire à « Saint-Mesmin » pour la ligne de Napoléon-Vendée à Bressuire.
La gare n'est plus desservie, depuis une date inconnue.

## Patrimoine ferroviaire
Le bâtiment voyageurs a été détruit après 2015.